# 1992-1993シーズンのNBA
1992-1993シーズンのNBAは、NBAの47回目のシーズンである。

## シャック登場
1990年代のNBAは名センターの宝庫と言われている。バスケット界は時代に関係なく慢性的なセンター不足にあったが、当時のNBAにはアキーム・オラジュワン、パトリック・ユーイング、デビッド・ロビンソンなどその名を歴史に刻む名選手が同時期に在籍していた。そしてこの年、また一人新たな怪物センターがNBA入りを果たす。シャキール・オニール、通称"シャック"である。
まずその風貌からして異様だった。NBA入りたての当時はまだ線が細いほうだったが、それでも他のベテランセンターと比べても一回り大きな体躯を誇り、ただコートに立つだけで異様な存在感を周囲に放っていた。そして彼が一度動き出すと見る者の度肝を抜いたものである。あの風貌からは想像もつかない程の俊敏さ、コートを駆け巡る脚力、そして風貌通りのパワーを誇り、他を圧倒したのである。時代は1980年代中盤にNBA入りしたいわゆるジョーダン世代と呼ばれる選手たちがリーグを支配していたが、シャックの登場は来る新時代を予感させるに十分なインパクトがあった。
そのオニールはドラフトでオーランド・マジックから全体1位指名を受けた。また90年代末にシャックとトップセンターの座を争うアロンゾ・モーニングは2位指名でシャーロット・ホーネッツに入団。他には、クリスチャン・レイトナー(3位)、ジミー・ジャクソン(4位)、ラフォンゾ・エリス(5位)、トム・ググリオッタ(6位)、ウォルト・ウィリアムス(7位)、トッド・デイ(8位)、クラレンス・ウェザースプーン(9位)、アダム・キーフ(10位)、ロバート・オーリー(11位)、ハロルド・マイナー(12位)、ブライアント・スティス(13位)、マリック・シーリー(14位)、アンソニー・ピーラー(15位)、ダグ・クリスティ(17位)、トレーシー・マレー(18位)、ドン・マクレーン(19位)、ヒューバート・デイビス(20位)、ジョン・バリー(21位)、オリバー・ミラー(22位)、リー・メイベリー(23位)、ラトレル・スプリーウェル(24位)、P.J.ブラウン(29位)、ショーン・ルックス(30位)、ブレント・プライス(32位)、ポパイ・ジョーンズ(41位)、マット・ガイガー(42位)、プレドラグ・ダニロヴィッチ(43位)らが指名を受けている。ドラフト外選手にはサム・マック、ダーリック・マーティン、レジー・スレイター、マーク・ストリックランド、デイビッド・ウェズリーなどがいる。
オールスターにはS・オニール、A・モーニング、C・レイトナー、T・ググリオッタ、L・スプリーウェルの5人が選出されている。
　詳細は1992年のNBAドラフトを参照

## ドリームチーム
ドリームチーム結成はNBAの国際的な人気を決定付けた出来事である。
1988年のソウル五輪でアメリカ代表がソ連代表に敗退し、金メダルを逃したことはバスケット大国アメリカの威信が大きく揺らぐと共に、学生主体による代表チームの限界を知らしめるものだった。この頃オリンピックはフアン・アントニオ・サマランチ会長指導のもとプロ選手受け入れの流れが急速に進んでおり、1989年には国際バスケットボール連盟もプロ選手の国際大会出場を容認した。アメリカでプロバスケットボール選手と言えばNBA選手であり、ここにNBA選手のオリンピック出場の用意が整った。
海外での市場開拓に心血を注いでいたNBAにとって、この話は正に「渡りに船」であった。何しろオリンピックは世界最大規模のスポーツイベントであり、その舞台でNBA選手が活躍すれば、これ以上ないプロモーションになるからである。
代表チーム結成に大きな役割を果たしたのが前年に引退したマジック・ジョンソンである。代表チームを統括するUSAバスケットボールは最初にマジックの代表入りを発表し、そのマジックはまずラリー・バードを誘った。次にマジックが声を掛けたのがマイケル・ジョーダンである。当時リーグ最高峰の選手であるジョーダンは、代表チームにとって是非とも欲しい人材だった。ジョーダンはオフを潰してまでの代表入りに当初は難色を示していたが、ゴルフ場の近くにキャンプを張ることを条件に代表入りを受け入れた。その後もUSAバスケットボールの選考やマジックの勧誘により次々とNBAを代表する選手が集まり、1992年のバルセロナ五輪代表はかつてない豪華な陣容となった。彼らは"ドリームチーム"と呼ばれた。
アメリカ国内ではオリンピック前から大きな話題となった。これほどにNBAの現役スター選手が一堂に会することはオールスター以外では無く、さらにマジックとバード、ジョーダンとクライド・ドレクスラー、パトリック・ユーイングとデビッド・ロビンソンが同じチームで戦うことなど、NBAでもありえないことだった。巨大な個性のぶつかり合いとなったドリームチームはチームケミストリーの向上に苦労し、練習試合では学生代表チームに敗北するという失態を演じたが、しかし代表チームの監督を務めたチャック・デイリーは、代表チームの練習試合を見て「自分が見た中で最高の試合だった」と語っている。
そして本番のバルセロナ五輪。ドリームチームはセンセーショナルを巻き起こした。アメリカ代表が行く先々に人々が殺到し、会場は満員、対戦相手の選手すら試合中にアメリカ代表の写真撮影に夢中になるほどだった。アメリカの悲願であった金メダル奪還はいとも簡単に達成され、そしてNBAの目論見どおり、世界が注目する舞台でNBA選手たちは最高のプロモーションを展開したのである。すでにテレビ中継の海外への展開でNBAの人気は高まっていたが、このバルセロナ五輪へのドリームチーム派遣は、世界中のNBAブームに火を着ける結果となった。NBAのユニフォームやスター選手が履くバスケットシューズは世界中の若者たちにファッションとして受け入れられ、NBAは商業的にも大きな成功を収めた。日本でもこの時期漫画『SLAM DUNK』が人気を集めており、NBAブームとの相乗効果で空前のバスケブームが巻き起こっている。
一方で、バルセロナ五輪へのドリームチーム派遣は、意外な副産物をもたらした。ドリームチームの影響でヨーロッパでバスケットへの関心が飛躍的に高まり、各国とも自国のバスケット強化に取り組み始めた。実力を着けたヨーロッパのバスケットは、今後も国際大会に派遣されるNBA選手中心のアメリカ代表チームを凌ぐようになり、さらにドリームチームに夢中になった当時のヨーロッパの少年たちが、大人になった21世紀に、大挙してNBA入りを果たすようになる。

## シーズン

### オールスター
- 開催日：2月21日
- 開催地：ノースカロライナ州シャーロット
- オールスターゲーム　ウエスト 135－132 イースト
- MVP：カール・マローン, ジョン・ストックトン　（ユタ・ジャズ）
- スラムダンクコンテスト優勝：ハロルド・マイナー　（マイアミ・ヒート）
- スリーポイント・シュートアウト：マーク・プライス　（クリーブランド・キャバリアーズ）

### イースタン・カンファレンス
| Team                     | W  | L  | PCT. | GB |
| ------------------------ | -- | -- | ---- | -- |
| ニューヨーク・ニックス   | 60 | 22 | .732 | -  |
| ボストン・セルティックス | 48 | 34 | .585 | 12 |
| ニュージャージー・ネッツ | 43 | 39 | .524 | 17 |
| オーランド・マジック     | 41 | 41 | .500 | 19 |
| マイアミ・ヒート         | 36 | 46 | .439 | 24 |
| フィラデルフィア・76ers  | 26 | 56 | .317 | 34 |
| ワシントン・ブレッツ     | 22 | 60 | .268 | 38 |

| Team                           | W  | L  | PCT. | GB |
| ------------------------------ | -- | -- | ---- | -- |
| シカゴ・ブルズ                 | 57 | 25 | .695 | -  |
| クリーブランド・キャバリアーズ | 54 | 28 | .659 | 3  |
| シャーロット・ホーネッツ       | 44 | 38 | .537 | 13 |
| アトランタ・ホークス           | 43 | 39 | .524 | 14 |
| インディアナ・ペイサーズ       | 41 | 41 | .500 | 16 |
| デトロイト・ピストンズ         | 40 | 42 | .488 | 17 |
| ミルウォーキー・バックス       | 28 | 54 | .341 | 29 |

### ウエスタン・カンファレンス
| Team                         | W  | L  | PCT. | GB |
| ---------------------------- | -- | -- | ---- | -- |
| ヒューストン・ロケッツ       | 55 | 27 | .671 | -  |
| サンアントニオ・スパーズ     | 49 | 33 | .598 | 6  |
| ユタ・ジャズ                 | 47 | 35 | .573 | 8  |
| デンバー・ナゲッツ           | 36 | 46 | .439 | 19 |
| ミネソタ・ティンバーウルブズ | 19 | 63 | .232 | 36 |
| ダラス・マーベリックス       | 11 | 71 | .134 | 44 |

| Team                               | W  | L  | PCT. | GB |
| ---------------------------------- | -- | -- | ---- | -- |
| フェニックス・サンズ               | 62 | 20 | .756 | -  |
| シアトル・スーパーソニックス       | 55 | 27 | .671 | 7  |
| ポートランド・トレイルブレイザーズ | 51 | 31 | .622 | 11 |
| ロサンゼルス・クリッパーズ         | 41 | 41 | .500 | 21 |
| ロサンゼルス・レイカーズ           | 39 | 43 | .476 | 23 |
| ゴールデンステート・ウォリアーズ   | 34 | 48 | .415 | 28 |
| サクラメント・キングス             | 25 | 57 | .305 | 37 |

### スタッツリーダー
| 部門       | 選手                   | チーム                           | AVG  |
| ---------- | ---------------------- | -------------------------------- | ---- |
| 得点       | マイケル・ジョーダン   | シカゴ・ブルズ                   | 32.6 |
| リバウンド | デニス・ロッドマン     | デトロイト・ピストンズ           | 18.3 |
| アシスト   | ジョン・ストックトン   | ユタ・ジャズ                     | 12.0 |
| スティール | マイケル・ジョーダン   | シカゴ・ブルズ                   | 2.8  |
| ブロック   | アキーム・オラジュワン | ヒューストン・ロケッツ           | 4.2  |
| FG%        | セドリック・セバロス   | フェニックス・サンズ             | 57.6 |
| FT%        | マーク・プライス       | クリーブランド・キャバリアーズ   | 94.8 |
| 3FG%       | クリス・マリン         | ゴールデンステート・ウォリアーズ | 45.1 |

### 各賞
- 最優秀選手: チャールズ・バークレー, フェニックス・サンズ
- ルーキー・オブ・ザ・イヤー：シャキール・オニール, オーランド・マジック
- 最優秀守備選手賞: アキーム・オラジュワン, ヒューストン・ロケッツ
- シックスマン賞: クリフォード・ロビンソン, ポートランド・トレイルブレイザーズ
- MIP: クリス・ジャクソン, デンバー・ナゲッツ
- 最優秀コーチ賞: パット・ライリー, ニューヨーク・ニックス
- All-NBA First Team:
  - F - カール・マローン, ユタ・ジャズ
  - F - チャールズ・バークレー, フェニックス・サンズ
  - C - アキーム・オラジュワン, ヒューストン・ロケッツ
  - G - マイケル・ジョーダン, シカゴ・ブルズ
  - G - マーク・プライス, クリーブランド・キャバリアーズ
- All-NBA Second Team:
  - F - ドミニク・ウィルキンス, アトランタ・ホークス
  - F - ラリー・ジョンソン, シャーロット・ホーネッツ
  - C - パトリック・ユーイング, ニューヨーク・ニックス
  - G - ジョン・ストックトン, ユタ・ジャズ
  - G - ジョー・デュマース, デトロイト・ピストンズ
- All-NBA Third Team:
  - F - スコッティ・ピッペン, シカゴ・ブルズ
  - F - デリック・コールマン, ニュージャージー・ネッツ
  - C - デビッド・ロビンソン, サンアントニオ・スパーズ
  - G - ティム・ハーダウェイ, ゴールデンステート・ウォリアーズ
  - G - ドラゼン・ペトロビッチ, ニュージャージー・ネッツ
- NBA All-Defensive First Team:
  - F - スコッティ・ピッペン, シカゴ・ブルズ
  - F - デニス・ロッドマン, デトロイト・ピストンズ
  - C - アキーム・オラジュワン, ヒューストン・ロケッツ
  - G - マイケル・ジョーダン, シカゴ・ブルズ
  - G - ジョー・デュマース, デトロイト・ピストンズ
- NBA All-Defensive Second Team:
  - F - ホーレス・グラント, シカゴ・ブルズ
  - F - デビッド・ロビンソン, サンアントニオ・スパーズ
  - C - ラリー・ナンス, クリーブランド・キャバリアーズ
  - G - ダン・マーリー, フェニックス・サンズ
  - G - ジョン・スタークス, ニューヨーク・ニックス
- All-NBA Rookie First Team:
  - シャキール・オニール, オーランド・マジック
  - クリスチャン・レイトナー, ミネソタ・ティンバーウルブズ
  - ラフォンゾ・エリス, デンバー・ナゲッツ
  - アロンゾ・モーニング, シャーロット・ホーネッツ
  - トム・ググリオッタ, ワシントン・ブレッツ
- All-NBA Rookie Second Team:
  - ウォルト・ウィリアムス, サクラメント・キングス
  - クラレンス・ウェザースプーン, フィラデルフィア・76ers
  - ラトレル・スプリーウェル, ゴールデンステート・ウォリアーズ
  - ロバート・オーリー, ヒューストン・ロケッツ
  - リチャード・デュマス, フェニックス・サンズ

### シーズン概要
- 連覇を果たしたシカゴ・ブルズは2年連続ファイナルまで休みなく戦い続けたことからチーム全体に疲労が見られ、前季より10勝減の57勝だった。そのブルズと前年優勝を争ったポートランド・トレイルブレイザーズは、クライド・ドレクスラーがシーズンの半分を欠場し、やはり勝率を落として51勝に終わった。
- チャールズ・バークレーを獲得したフェニックス・サンズはリーグトップとなる62勝を記録。
- パトリック・ユーイング擁するニューヨーク・ニックスはオフにロスターを大きく入れ替え、チャールズ・スミスとの交換でマーク・ジャクソンをトレードに出し、さらにジェラルド・ウィルキンスを放出。ベテランガードのドック・リバースとローランド・ブラックマンを迎え入れた。新しいメンバーに成長を見せたアンソニー・メイソンの活躍で、チーム記録タイとなる60勝を記録し、4年ぶりにカンファレンストップに立った。
- チームと自身の不振で悶々とした日々を過ごしていたアキーム・オラジュワンは、開幕直前に軋轢が生じていたチームフロントと和解。吹っ切れたオラジュワンはリーグ最高のセンターに生まれ変わり、チームも過去最高の55勝を記録した。
- ショーン・ケンプ、リッキー・ピアース、エディー・ジョンソンの加入で力を付けてきたシアトル・スーパーソニックスは3年目のゲイリー・ペイトンが成長を見せ、11年ぶりの50勝以上達成となる55勝を記録した。
- オリンピック後にラリー・バードが引退したボストン・セルティックスは、レジー・ルイス、ケビン・ギャンブル、新加入のゼイビア・マクダニエルらが主力となってこのシーズンは48勝を記録したが、ケビン・マクヘイルやロバート・パリッシュらもキャリア終盤を迎えており、さらにシーズン終了後にはセルティックスをある悲劇が襲ったため、チームの衰えは止められなかった。
- シャキール・オニールは1年目から23.4得点13.9リバウンド3.5ブロックと早くも一流ビッグマン並みの数字を残し、新人王を獲得。オーランド・マジックは前季のほぼ倍となる41勝を記録したが、プレーオフ進出はならなかった。
- シャーロット・ホーネッツは2年目のラリー・ジョンソンがオールスター選手に成長し、さらに新人のアロンゾ・モーニングも21.0得点10.3リバウンドと1年目から活躍。ケンドール・ギル、デル・カリーらを擁した充実した顔ぶれで、チーム史上初のプレーオフ進出を決めた。
- 1990年に連覇を果たしたデトロイト・ピストンズはその後選手の高齢化などで緩やかな衰退期へと入り、シーズン前にはチャック・デイリーがヘッドコーチを辞任、そしてこのシーズンは10シーズンぶりにプレーオフ進出を逃した。
- ゴールデンステート・ウォリアーズは故障者が続出し、前季から大幅に勝率を落としプレーオフ進出も逃した。
- ダラス・マーベリックスはフランチャイズ記録となる11勝71敗を記録。

## プレーオフ・ファイナル
|  | ファースト ラウンド        | ファースト ラウンド | ファースト ラウンド |   |                      | カンファレンス セミファイナル | カンファレンス セミファイナル | カンファレンス セミファイナル |  |   | カンファレンス ファイナル | カンファレンス ファイナル | カンファレンス ファイナル |  |    | NBAファイナル | NBAファイナル | NBAファイナル |
|  |                            |                     |                     |   |                      |                               |                               |                               |  |   |                           |                           |                           |  |    |               |               |               |
|  | 1                          | サンズ              | 3                   |   |                      |                               |                               |                               |  |   |                           |                           |                           |  |    |               |               |               |
|  | 8                          | レイカーズ          | 2                   |   |                      |                               |                               |                               |  |   |                           |                           |                           |  |    |               |               |               |
|  | 8                          | レイカーズ          | 2                   |   | 1                    | サンズ                        | 4                             |                               |  |   |                           |                           |                           |  |    |               |               |               |
|  |                            |                     |                     |   | 1                    | サンズ                        | 4                             |                               |  |   |                           |                           |                           |  |    |               |               |               |
|  |                            | 5                   | スパーズ            | 2 |                      |                               |                               |                               |  |   |                           |                           |                           |  |    |               |               |               |
|  | 4                          | 5                   | スパーズ            | 2 | トレイルブレイザーズ | 1                             |                               |                               |  |   |                           |                           |                           |  |    |               |               |               |
|  | 4                          |                     |                     |   | トレイルブレイザーズ | 1                             |                               |                               |  |   |                           |                           |                           |  |    |               |               |               |
|  | 5                          | スパーズ            | 3                   |   |                      |                               |                               |                               |  |   |                           |                           |                           |  |    |               |               |               |
|  | 5                          | スパーズ            | 3                   |   |                      |                               |                               |                               |  | 1 | サンズ                    | 4                         |                           |  |    |               |               |               |
|  | イースタン・カンファレンス |                     |                     |   |                      |                               |                               |                               |  | 1 | サンズ                    | 4                         |                           |  |    |               |               |               |
|  |                            | 3                   | スーパーソニックス  | 3 |                      |                               |                               |                               |  |   |                           |                           |                           |  |    |               |               |               |
|  | 3                          | 3                   | スーパーソニックス  | 3 | スーパーソニックス   | 3                             |                               |                               |  |   |                           |                           |                           |  |    |               |               |               |
|  | 3                          |                     |                     |   | スーパーソニックス   | 3                             |                               |                               |  |   |                           |                           |                           |  |    |               |               |               |
|  | 6                          | ジャズ              | 2                   |   |                      |                               |                               |                               |  |   |                           |                           |                           |  |    |               |               |               |
|  | 6                          | ジャズ              | 2                   |   | 3                    | スーパーソニックス            | 4                             |                               |  |   |                           |                           |                           |  |    |               |               |               |
|  |                            |                     |                     |   | 3                    | スーパーソニックス            | 4                             |                               |  |   |                           |                           |                           |  |    |               |               |               |
|  |                            | 2                   | ロケッツ            | 3 |                      |                               |                               |                               |  |   |                           |                           |                           |  |    |               |               |               |
|  | 2                          | 2                   | ロケッツ            | 3 | ロケッツ             | 3                             |                               |                               |  |   |                           |                           |                           |  |    |               |               |               |
|  | 2                          |                     |                     |   | ロケッツ             | 3                             |                               |                               |  |   |                           |                           |                           |  |    |               |               |               |
|  | 7                          | クリッパーズ        | 2                   |   |                      |                               |                               |                               |  |   |                           |                           |                           |  |    |               |               |               |
|  | 7                          | クリッパーズ        | 2                   |   |                      |                               |                               |                               |  |   |                           |                           |                           |  | W1 | サンズ        | 2             |               |
|  |                            |                     |                     |   |                      |                               |                               |                               |  |   |                           |                           |                           |  | W1 | サンズ        | 2             |               |
|  |                            | E2                  | ブルズ              | 4 |                      |                               |                               |                               |  |   |                           |                           |                           |  |    |               |               |               |
|  | 1                          | E2                  | ブルズ              | 4 | ニックス             | 3                             |                               |                               |  |   |                           |                           |                           |  |    |               |               |               |
|  | 1                          |                     |                     |   | ニックス             | 3                             |                               |                               |  |   |                           |                           |                           |  |    |               |               |               |
|  | 8                          | ペイサーズ          | 1                   |   |                      |                               |                               |                               |  |   |                           |                           |                           |  |    |               |               |               |
|  | 8                          | ペイサーズ          | 1                   |   | 1                    | ニックス                      | 4                             |                               |  |   |                           |                           |                           |  |    |               |               |               |
|  |                            |                     |                     |   | 1                    | ニックス                      | 4                             |                               |  |   |                           |                           |                           |  |    |               |               |               |
|  |                            | 5                   | ホーネッツ          | 1 |                      |                               |                               |                               |  |   |                           |                           |                           |  |    |               |               |               |
|  | 4                          | 5                   | ホーネッツ          | 1 | セルティックス       | 1                             |                               |                               |  |   |                           |                           |                           |  |    |               |               |               |
|  | 4                          |                     |                     |   | セルティックス       | 1                             |                               |                               |  |   |                           |                           |                           |  |    |               |               |               |
|  | 5                          | ホーネッツ          | 3                   |   |                      |                               |                               |                               |  |   |                           |                           |                           |  |    |               |               |               |
|  | 5                          | ホーネッツ          | 3                   |   |                      |                               |                               |                               |  | 1 | ニックス                  | 2                         |                           |  |    |               |               |               |
|  | ウェスタン・カンファレンス |                     |                     |   |                      |                               |                               |                               |  | 1 | ニックス                  | 2                         |                           |  |    |               |               |               |
|  |                            | 2                   | ブルズ              | 4 |                      |                               |                               |                               |  |   |                           |                           |                           |  |    |               |               |               |
|  | 3                          | 2                   | ブルズ              | 4 | キャバリアーズ       | 3                             |                               |                               |  |   |                           |                           |                           |  |    |               |               |               |
|  | 3                          |                     |                     |   | キャバリアーズ       | 3                             |                               |                               |  |   |                           |                           |                           |  |    |               |               |               |
|  | 6                          | ネッツ              | 2                   |   |                      |                               |                               |                               |  |   |                           |                           |                           |  |    |               |               |               |
|  | 6                          | ネッツ              | 2                   |   | 3                    | キャバリアーズ                | 0                             |                               |  |   |                           |                           |                           |  |    |               |               |               |
|  |                            |                     |                     |   | 3                    | キャバリアーズ                | 0                             |                               |  |   |                           |                           |                           |  |    |               |               |               |
|  |                            | 2                   | ブルズ              | 4 |                      |                               |                               |                               |  |   |                           |                           |                           |  |    |               |               |               |
|  | 2                          | 2                   | ブルズ              | 4 | ブルズ               | 3                             |                               |                               |  |   |                           |                           |                           |  |    |               |               |               |
|  | 2                          |                     |                     |   | ブルズ               | 3                             |                               |                               |  |   |                           |                           |                           |  |    |               |               |               |
|  | 7                          | ホークス            | 0                   |   |                      |                               |                               |                               |  |   |                           |                           |                           |  |    |               |               |               |

- プレーオフ初進出を決めたシャーロット・ホーネッツは、1回戦でボストン・セルティックスと対戦。2勝1敗で迎えた第4戦では、新人アロンゾ・モーニングが決勝ブザービーターを決め、1988年以降に加盟したチームの中では、最も早くカンファレンス準決勝進出を果たした。

### スリーピート
シカゴ・ブルズは疲れていた。2年連続でファイナルまで戦い、さらにマイケル・ジョーダンとスコッティ・ピッペンは短いオフもドリームチーム参加のためにさらに削られ、心身共にリフレッシュできないまま新シーズンを迎えてしまったのである。そのためこのシーズンのブルズは前季ほどの勢いは見られなかったが、しかしそれでも57勝を記録して3年連続の地区優勝を飾った。ジョーダンは7年連続となる得点王に輝き、またこのシーズンでキャリア通算20000得点を達成した。なお、トラッシュトークで有名なレジー・ミラーとジョーダンが乱闘を起こしたのはこのシーズンの出来事である。
この年のプレーオフでブルズを最も苦しめたのは、やはりパトリック・ユーイング率いるニューヨーク・ニックスだった。1回戦、カンファレンス準決勝をスイープで勝ち上がったブルズは、カンファレンス決勝でニックスと対決。ホームコートアドバンテージを持つニックスは、マディソン・スクエア・ガーデンでの第1戦、第2戦を連勝した。ニックスはCBA上がりのジョン・スタークスが、ジョーダン相手に好ディフェンスを展開。ジョーダンは2試合続けてFG成功率3割台に抑え込まれたうえ、第1戦の後にカジノに遊びに行ったことがマスコミからの批判を呼んだ。
ニックスは過去4年で3度もプレーオフでブルズの前に破れており、ブルズにとってデトロイト・ピストンズがそうだったように、ニックスにとってはブルズこそ倒すべき相手だった。過去プレーオフで2連敗からシリーズを制したチームは3チームしかおらず、ニックスの悲願達成は極めて可能性の高いものであるかに思われた。
ジョーダンは第3戦も酷い不振に陥り、FG成功率は16.7%という体たらくだった。しかしブルズにはジョーダンが駄目でも、ピッペンが居た。ピッペンはシュートを次々と決め、ゲームハイの29得点、FG成功率83.8%を記録。ジョーダンもシュートに苦しみながらもアシストで貢献し、11アシストを記録した。試合はブルズが103-83で完勝。ここからシリーズの流れが変わり始めた。いかにディフェンス巧者のニックスでも、ジョーダンを4試合連続抑えるのは至難の業だった。ジョーダンは第4戦で54得点を記録。流れは完全にブルズに傾き、ブルズは2連敗から4連勝を飾ってニックスを破り、3年連続の優勝を掛けたファイナルに進出を果たした。
三連覇に挑戦するブルズにファイナルが用意した相手は、ジョーダンの親友でもあるチャールズ・バークレー率いるフェニックス・サンズだった。
1980年代中盤を低迷期として過ごしていたサンズは、1988-89シーズンに1987-88シーズンの28勝からほぼ倍の55勝を記録する大躍進を遂げている。当時のサンズには1987-88シーズン中に獲得したケビン・ジョンソン、オフに獲得したトム・チェンバース、1988年のNBAドラフトで指名したダン・マーリー、14年ぶりにサンズのヘッドコーチに復帰したコットン・フィッツシモンズ、3年目を迎え急成長を見せたジェフ・ホーナセックなど、飛躍のための要素が幾つも揃っていた。以後サンズは3年連続で55勝前後を記録するウエスト有数の強豪チームとなったが、しかし他の強豪たちも手ごわく、プレーオフではカンファレンス決勝進出までが精一杯だった。
1991-92シーズン終了後、サンズは大胆なチーム改革を行っている。新アリーナへの移転に合わせてユニフォームとチームロゴも一新。人事ではフィッツシモンズを解任し、若いポール・ウェストファルをヘッドコーチに抜擢した。現役時代のウェストファルはサンズをファイナルに導いたこともある、サンズの英雄である。さらにフリーエージェントで優勝経験も豊富なダニー・エインジと契約。そして最も大きな人事がチャールズ・バークレーの獲得である。弱体化の一途を辿るフィラデルフィア・76ersに見切りをつけたバークレーはチームにトレードを要求し、ホーナセックとの交換でサンズにやってきた。サンズのオーナー、ジェリー・コランジェロは新アリーナにバークレーを招待すると、「このアリーナには足りないものが一つある」と、アリーナの天井に目をやったという。そこはチャンピオンフラッグが掲げられるべき場所だった。
新生サンズはリーグを席巻し、当時のフランチャイズ記録となる62勝を記録。躍進の立役者であるバークレーはMVPを獲得した。バークレー、ケビン・ジョンソン、マーリーの活躍のほか、2巡目指名だった新人リチャード・デュマスの予想外の活躍も大きかった。プレーオフでは苦戦を強いられ、1回戦のロサンゼルス・レイカーズ戦では3勝2敗、カンファレンス準決勝のサンアントニオ・スパーズ戦では4勝2敗、カンファレンス決勝のシアトル・スーパーソニックス戦では4勝3敗と、苦労して勝ち上がり、17年ぶりにファイナル進出を果たした。

#### 第1戦
序盤から王者ブルズがサンズを圧倒。ホーレス・グラントが第1Qだけで11得点をあげ、早くもサンズを突き放すと、第2Qにはブルズのリードがこの日最大の20点差にまで広がった。後半に入るとサンズが追い上げを見せるがB.J.アームストロングの3Pシュートでサンズの追撃を断ち切ると、第4Qにはマイケル・ジョーダンがこの日の31得点のうち14得点をあげ、100-92でブルズが敵地トーキング・スティック・リゾート・アリーナで初戦を飾った。スコッティ・ピッペンは27得点を記録した

#### 第2戦
第1戦の敗北で目を覚ましたサンズは、第2戦序盤からペースを握り、前半を14点リードで折り返した。しかし後半に入るとジョン・パクソンの連続5得点などでブルズが猛反撃を見せる。サンズはシューティングガードのジョーダンにパワーフォワードのチャールズ・バークレーをマッチアップさせるという奇策に打って出るも、ブルズの勢いを止めることは出来ず、遂には逆転を喫してしまう。最後はこの日自身プレーオフ3回目となる15得点12リバウンド12アシストのトリプル・ダブルを達成したピッペンがダニー・エインジの3Pシュートをブロックし、111-108でブルズが敵地で2連勝を飾った。ジョーダンは42得点12リバウンド9アシストを記録。サンズはバークレーが42得点13リバウンド、エインジが20得点と奮闘したが、他が続かなかった。ファイナルでホームでの第1戦、第2戦を連敗したチームは、この年のサンズが初めてである。

#### 第3戦
ホームでまさかの2連敗を喫したサンズに、スイープ負けの可能性が出てきた。シカゴ・スタジアムに押し寄せたブルズファンは、第3戦も当然のようにブルズが勝利するものと思っており、Sweepを意味する箒を会場に持ち込むファンも居た。しかし第3戦は皆の思惑通りには行かなかった。
ポール・ウェストファルHCは第3戦に備えて大胆な作戦を練っていた。ジョーダンへのマッチアップをスピードとクイックネスに優れたケビン・ジョンソンに託し、さらに他のマッチアップもバークレーをビル・カートライトに、マーリーをピッペンにといった具合に、全て変えてしまったのである。この奇策が功を奏し、サンズはブルズと互角に渡り合った。規定の時間内では決着がつかず、オーバータイムでも、さらにダブルオーバータイムでも決着がつかず、試合はついにファイナル史上2度目となるトリプルオーバータイムへと突入した。ファイナルで最初にトリプルオーバータイムまで戦ったのは、1976年のサンズとボストン・セルティックスであり、この時サンズのエースとしてセルティックスを追い詰めたのがポール・ウェストファルだった。トリプルオーバータイムに入ると徐々にサンズの勢いがブルズを凌駕し始め、マーリーの3Pシュートなどでサンズが9連続得点の猛攻を見せた。残り1分9秒にはマーリーのフリースローのあと、ブルズのステイシー・キングに渡ったボールをバークレーがスティールし、そのままダンクしてサンズの勝利を決定付けた。最終スコアは129-121、サンズがようやくファイナル1勝目をあげた。
サンズはバークレーが24得点19リバウンド、ケビン・ジョンソンは62分の出場で25得点9アシスト、新人リチャード・デュマスは17得点を記録した。そして第2戦まで不調続きだったダン・マーリーはファイナルタイ記録となる6本の3Pシュートを決め、28得点を記録した。ブルズはジョーダンが44得点9リバウンド、ピッペンが26得点10リバウンド9アシスト、アームストロングが21得点7アシストを記録した。

#### 第4戦
ジョーダンとバークレーが親友同士という関係もあり、第3戦の前には両チームがジョーダンの経営するレストランで会食を開くという、やや和やかな雰囲気で進んでいたファイナル。しかし第4戦は両者死力を尽くした激戦となった。
この日のジョーダンは絶好調でFG21/37の55得点を記録。しかしバークレーも黙っておらず、32得点12リバウンド10アシストとプレーオフ通算4回目のトリプル・ダブルを達成する。第3Qにはバークレーとピッペンが小競り合いを起こし、さらにジョーダンとエインジがボールの奪い合いから口論となり、テクニカルファウルを食らうなど、両チームとも闘志を剥き出しにした激しい戦いとなった。試合はブルズがリードしていえたが、試合終盤サンズが追い上げを見せ、第4Q残り3分33秒には106-104とその差2点まで詰め寄った。しかし最後はエインジからケビン・ジョンソンへのパスがミスパスとなり、ジョーダンがこの日4回目のスリーポイントプレーを決め、111-105でブルズが激戦となった第4戦を制し、三連覇に向けてついに王手を掛けた。

#### 第5戦
後が無くなり、追い詰められたかに見えたサンズだが、しかし彼らは「シカゴの街を救え」を合言葉に第5戦を108-98で勝利し、ホームのアメリカ・ウエスト・アリーナへの切符を手に入れた。すでにシカゴの街は興奮の坩堝にあり、地元で三連覇を達成しようものならその騒ぎの規模は想像もつかない程のものとなるだろうと予想された。シカゴ市はテレビや新聞などで騒ぎを起こさないよう呼びかけ、また商店などでは大きな騒動に備えて商品を片付けたり、窓にビニールテープを張る店も出てくるほどであった。
サンズはシカゴを騒動の魔の手から救い、ケビン・ジョンソンが25得点8アシスト、デュマスが25得点、バークレーが24得点、マーリーが11得点12リバウンド7アシストを記録した。ブルズはジョーダンが41得点、ピッペンが22得点を記録した。

#### 第6戦
スイープの可能性さえあったサンズが、敵地での3連戦を2勝1敗で切り抜け、ホームに戻ってきたことに地元のファンは興奮し、大声援でサンズを迎えた。しかし第6戦は終始ブルズが試合を支配し、第4Qを迎える時点でも87-79とブルズが8点のリードを奪っていた。しかしサンズも必死に食い下がり、渾身のディフェンスでブルズを抑え込むと、残り6分9秒にはマーリーの3Pシュートで逆転を果たした。この頃ブルズのオフェンスは完全に空回りしており、24秒バイオレーションを立て続けに3回も犯した。点差はサンズの4点リードに変わり、ブルズは追い詰められた。
そのブルズを救ったのはやはりジョーダンだった。残り43秒、デュマスのミスショットを拾ったジョーダンは、そのままボールを運ぶとあっという間にサンズのディフェンスを駆け抜け、そのまま非常に高い打点のレイアップを決めた。ジョーダンのコースト・トゥ・コースト、"グライダー"とも呼ばれるビッグプレイで98-96とその差2点にまで追い上げた。続くサンズのオフェンスはマーリーがショットをミス、14秒を残して攻撃権はブルズに渡った。舞台は整った。
サンズが最も警戒したのはやはりジョーダンだった。アームストロングからのインバウンドパスを受け取ったジョーダンを、ケビン・ジョンソンが厳しくマークする。ジョーダンはピッペンにパス。サンズはマーク・ウェストがすぐにピッペンのカバーに入った。ピッペンはローポストでフリーとなっていたグラントにパスを送るが、そのグラントはさらにスリーポイントラインで待ち構えていたジョン・パクソンにパス。パクソンの放った3Pシュートはサンズのゴールを突き抜け、ブルズが残り3.1秒で99-98と逆転を果たした。ブルズにとって、第4Qではジョーダン以外の初めての得点だった。
再度の逆転を狙ったケビン・ジョンソンのシュートはグラントのブロックショットにより阻まれ、ブルズが99-98で勝利。1960年代のボストン・セルティックス以来、実に25年ぶりとなる三連覇（スリーピート）を成し遂げた。ファイナルMVPは6試合中4試合で40得点以上を記録したマイケル・ジョーダンが選ばれた。ファイナルMVP3年連続受賞は史上初の快挙であり、またジョーダンが記録したシリーズ平均41.0得点は、ファイナル新記録である。
歓喜に沸くブルズのメンバーがコート上で円陣を作る中、一人コート外に弾き出されたボールを追っていたジョーダンは、ウィニングボールを抱きかかえると、ようやくチームメイトの輪に入った。シャンパンファイトが始まったロッカールームでは、ピッペンが「教えてくれ。俺達は本当に三連覇を達成したのか？」と、自分たちが成し遂げた偉業を未だに信じられない様子で居た。
ブルズとジョーダンは今正に栄華を極めていた。周囲の注目はブルズ王朝が何時まで続くか、ジョーダンは何時までプレイするのかに集まった。しかしこの時、ジョーダンはすでにある決心をしていた。このシーズンが始まる前、ジョーダンはジェリー・ラインズドルフオーナーに、「もう自分がプレーする時間はそう長くない」と漏らしていたのである。
一方2度目のファイナルも敗退に終わったサンズは、以後も暫くは強豪チームとして優勝戦線に留まるも、ファイナルに進出することは出来ず、またバークレーとコランジェロオーナーとの間で確執が生じ、バークレー体制のサンズは僅か3シーズンで終わってしまう。次にサンズがファイナルに進出するのは、2021年になってからとなる。

#### 結果
シカゴ・ブルズ 4-2 フェニックス・サンズ　ファイナルMVP：マイケル・ジョーダン　（シカゴ・ブルズ）
|       | 日付    | ホーム | スコア        | ロード |
| ----- | ------- | ------ | ------------- | ------ |
| 第1戦 | 6月9日  | サンズ | 92-100        | ブルズ |
| 第2戦 | 6月11日 | サンズ | 108-111       | ブルズ |
| 第3戦 | 6月13日 | ブルズ | 121-129 (3ot) | サンズ |
| 第4戦 | 6月16日 | ブルズ | 111-105       | サンズ |
| 第5戦 | 6月18日 | ブルズ | 98-108        | サンズ |
| 第6戦 | 6月20日 | サンズ | 98-99         | ブルズ |

フェニックス・サンズ　コーチ：ポール・ウェストファル 

34 チャールズ・バークレー |
9 ダン・マーリー |
7 ケビン・ジョンソン |
24 トム・チェンバース |
22 ダニー・エインジ |
21 リチャード・デュマス |
23 セドリック・セバロス |
32 ニジュレ・ナイト |
25 オリバー・ミラー |
41 マーク・ウエスト |
0 ジェロッド・ムスタフ |
3 フランク・ジョンソン |
8 ティム・ケンプトン |

## ジョーダンの引退
すでにシーズン前から身内には引退を仄めかしていたマイケル・ジョーダンは、スリーピートを成し遂げた後は、本格的にその時期を模索し始めていた。しかしその決断はジョーダンを襲ったある悲劇により、先送りされることとなる。
友人の葬儀に参列したジョーダンの父、ジェームズ・ジョーダンは7月22日に自宅に帰ると告げたのを最後に、消息を絶った。8月3日、サウスカロライナ州で腐乱死体が発見され、8月13日にその遺体がジェームズであることが判明する。後にジェームズを襲った少年強盗犯が逮捕されるが、真相が明らかにされるまでの間、マスコミたちはこの事件をジョーダンのギャンブル癖と結びつけ、これらの報道はジョーダンを著しく傷つけた。父の葬儀の後の記者会見で、ジョーダンは当時のマスコミの報道を、痛烈に非難している。
その後ジョーダンはあからさまにマスコミを避け、公の場に登場することも極端に減った。ジョーダンが久しぶりにファンの前に姿を現したのは、10月5日のMLBの始球式でのことだった。この試合中、テレビやラジオで「ジョーダン引退」のニュースが一斉に報じられる。そしてトレーニングキャンプ直前の10月6日、「もはや証明することは何も無い」という言葉とともに、ジョーダンはNBAを去った。
ジョーダンが疲れ果てていたのは明らかだった。常にリーグのトップを走り続け、3年連続でファイナルまで戦い抜き、行く先々でファンが押し寄せプライベートなど無きに等しい状態であり、そして近年は激しいバッシングにも耐えなければならなかったのである。NBAは翌1993-94シーズンを、マジック・ジョンソンもラリー・バードも、そしてマイケル・ジョーダンも居ない状況で迎えることとなった。

## ラストシーズン
- バーナード・キング　（1977-93）　キャリア平均22.5得点を誇る、得点王経験もある80年代を代表するスモールフォワード。現役時代には映画にも出演している。
- モーリス・チークス　（1978-93）　80年代を代表する好ディフェンダーとして、フィラデルフィア・76ersの優勝に貢献。キャリアの大半を76ersで過ごしたが、76ers放出後は各チームを転々とした。引退後はコーチ職に転向。
- ケビン・マクヘイル　（1980-93） 80年代を代表するパワーフォワードにしてボストン・セルティックスの"史上最高のフロントライン"の一人。引退後は故郷のフランチャイズチーム、ミネソタ・ティンバーウルブズの役職を歴任。彼が行った人事はしばしば物議を醸している。
- キキ・ヴァンダウェイ　（1980-93）　優れたシュート力を武器に80年代を代表するスモールフォワードとなった選手。引退後は各チームのジェネラル・マネージャーを歴任。
- ジェフ・ルーランド　（1981-93）　キャリア初期はワシントン・ブレッツで活躍したが、1986年に負った膝の故障を機に半引退状態に陥った。その後約5年間コートから離れたが、1991年に復活した。引退後はコーチ職に転向。
- マーク・イートン　（1982-93）　4度のブロック王に輝いた大型センター。11年間ユタ・ジャズ一筋でプレイした。引退後はテレビ局で働いている。
- マイケル・ジョーダン　（1984-93）　7度の得点王、3度のMVP、3度の優勝、3度のファイナルMVPに輝いたNBA史上最高の選手の一人。引退後の去就を多くのマスコミはプロゴルファーへの転向を予想したが、彼が選んだ道はメジャーリーグだった。

このオフは突然の悲劇により、2名の将来有望な選手がNBAを去った。
- レジー・ルイス　（1987-93）　オフにバスケットをプレイ中、心臓発作で急逝（27歳）。ラリー・バード以後のセルティックスを牽引する存在だっただけに、セルティックスにとっては非常に大きな損失だった。
- ドラゼン・ペトロビッチ　（1989-93）　オフに交通事故で急逝（28歳）。優れたシュート力を誇ったユーゴスラビア代表選手。